# Christin Kristoffersen
Christin Kristoffersen (ur. 28 sierpnia 1973 w Harstad) – norweska polityczka i samorządowczyni. Burmistrzyni Longyearbyen w latach 2011–2015 i zastępczyni członka Stortingu w latach 2013–2017.

## Życiorys

### Młodość, edukacja i kariera zawodowa
Kristoffersen urodziła się 28 sierpnia 1973 w Harstad. W 2009 roku przeprowadziła się do Longyearbyen. Ukończyła studia z nauk politycznych. W 2018 roku została szefową Studiesenteret, norweskiej organizacji wspomagającej kształcenie osób dorosłych. W 2022 została mianowana dyrektorką MiA – Museums in Akershus, sieci ponad 20 muzeów w Akershus. Jest członkinią Partii Pracy.

#### Burmistrzyni Longyearbyen
Niecałe trzy miesiące po masakrze na wyspie Utøya z powodzeniem wystartowała w wyborach samorządowych, w których starała się o funkcję burmistrzyni miasteczka Longyearbyen, stolicy Svalbard położonej na Spitsbergenie. W trakcie kampanii wyborczej dwóch jej synów, przebywających na wyspie Utøya, ucierpiało z rąk Andersa Breivika, masowego mordercy i skrajnie prawicowego terrorysty odpowiedzialnego za przeprowadzenie zamachów 22 lipca 2011. W trakcie pełnienia funkcji burmistrzyni Longyearbyen uczestniczyła w wielu wydarzeniach poświęconych roli miasta oraz Svalbardu w Norwegii. Podczas jej kadencji rząd Norwegii wsparł wiele inwestycji oraz analiz w rządzonym przez nią mieście, m.in. w dalszy rozwój branży górniczej. Jedną z nich było przeznaczenie ponad 200 milionów koron norweskich na wybudowanie nowego portu (o łącznej wartości inwestycji ponad 400 milionów koron). Grupa inwestorów zaproponowała również utworzenie pływającego doku o wartości około 200 milionów koron.

#### Członkini Stortingu
Z powodzeniem wystartowała w wyborach parlamentarnych w Norwegii w 2013 roku. Uzyskała mandat zastępczyni członka Stortingu w kadencji 2013–2017. Została wybrana z ramienia Partii Pracy w okręgu wyborczym obejmującym Tromsø. W parlamencie zasiadła w komitecie ds. wiedzy i edukacji.

### Pozostała działalność
W 2020 roku została nominowana na przewodniczącą norweskiego oddziału Międzynarodowego Komitetu Czerwonego Krzyża. Była kandydatką zgłoszoną przez komitet nominacyjny, jednak głosowanie wygrał jej kontrkandydat zgłoszony w dniu głosowania – Thor Inge Sveinsvoll. Uzyskała 145 głosów wobec 156 uzyskanych przez Sveinsvollego. Pełniła funkcję szefowej organizacji Landsforeningen 1001 dager, pomagającej kobietom w okresie ciąży i połogu w uzyskaniu zdrowia psychicznego.

### Życie prywatne
O historii jej rodziny w czasie zamachów w Norwegii, przeprowadzonych przez Andersa Breivika, i ataku na wyspę Utøya, opowiada film 22 lipca, wyreżyserowany przez Paula Greengrassa. W filmie jej rola odgrywana jest przez norweską aktorkę Marię Bock.  Jej starszy syn, Viljar, zasiadał wraz z nią w samorządzie Longyearbyen.
W 2017 roku wyszła za mąż za Raymonda Johansena, burmistrza Oslo w latach 2015–2023 oraz wieloletniego sekretarza Partii Pracy.